# Neotominae
Sous-famille
Les Neotominae sont une sous-famille de rongeurs de la famille des Cricetidae.

## Liste des genres
Selon Mammal Species of the World (version 3, 2005)  (19 mars 2016) :
- genre Baiomys
- genre Habromys
- genre Hodomys
- genre Isthmomys
- genre Megadontomys
- genre Nelsonia
- genre Neotoma
- genre Neotomodon
- genre Ochrotomys
- genre Onychomys
- genre Osgoodomys
- genre Peromyscus
- genre Podomys
- genre Reithrodontomys
- genre Scotinomys
- genre Xenomys